# Così sono le donne
Così sono le donne (A Date with Judy) è un film musicale del 1948 prodotto dalla MGM e diretto da Richard Thorpe sulla base di un'omonima serie radiofonica. Il film uscì nelle sale cinematografiche USA il 29 luglio 1948.

## Trama
Ambientato a Santa Barbara, California, il film vede la giovane Judy Foster (impersonata da Jane Powell) preparare insieme alle amiche di scuola un'esibizione per il ballo della scuola, tra le compagne troviamo  anche la smaliziata Carol Pringle (Elizabeth Taylor). Ospite dell'evento sarà Xavier Cugart, famoso musicista e direttore d'orchestra, che Carol vorrebbe impressionare con il proprio talento.
Nel frattempo Judy apprende che Ogden "Oogie" Pringle (Scotty Beckett), fratello di Carol, ha dichiarato di non volerla portare al ballo, la ragazza infuriata e amareggiata per essere stata scaricata rompe la loro amicizia e si rifuga al Pop Soda Fountain dove si innamora del giovane nipote di Pop, Stephen Andrews (Robert Stack) che acconsente ad accompagnarla alla festa, suscitando la gelosia di Oogie che tenta in tutti i modi di attirare nuovamente le attenzioni della ragazza; contemporaneamente Stephen vede Carol innamorandosi perdutamente di lei al primo sguardo sebbene la ragazza sia parecchio più piccola di lui.
Carol tenta di far tornare insieme Judy e il fratello dicendo all'amica di aver convinto il padre a scritturare lei e Oogie per un programma radiofonico, ma alla cena organizzata per farli riconciliare i goffi tentativi di Oogie di ottenere di nuovo l'attenzione di Judy finiscono per allontanarli ancora di più. Ma a differenza di Ogden, Judy sembra essersi lasciata alle spalle la cotta adolescenziale e dichiara di essere innamorata di Stephen e di volerlo sposare. Anche un tentativo di serenata da parte di Oogie non va in porto.
Parallelamente il padre di Judy (Wallace Beery) prende lezioni di rumba dall'avvenente Rosita Cochellas (Carmen Miranda) per esibirsi il giorno del suo anniversario matrimonio, ma quando la figlia trova gli abiti della ballerina nell'armadio del genitore fraintende la sua relazione con Cochellas, sospettando che il padre abbia un'amante, specialmente quando lei e Carol lo vedono accompagnare la donna alla sua auto.
Le due accusano la donna di stare seducendo l'uomo, ma fraintendendo, Rosita pensa che stiano invece parlando di Cugat, il suo fidanzato. Infine il fraintendimento viene a galla e le due ragazze si scusano. Capito inoltre che Stephen e Carol sono reciprocamente innamorati, Judy lascia Stephen per ricongiungersi con Oogie, dando modo all'amica di coronare il suo sogno d'amore.

## Cast
George Stoll appare come direttore d'orchestra e Stanley Donen come coreografo e direttore per i balli.
Tra gli attori spicca l'allora sedicenne Elizabeth Taylor, vedette della MGM, e l'altrettanto giovane soprano Jane Powell. Il film include anche diverse esibizioni latino-americane di Carmen Miranda e della band di Xavier Cugat, sebbene questa sia inserita nei titoli di testa, ma non in quelli finali.
Selena Royale rimpiazzò Mary Astor nel ruolo della madre di Judy a seguito dell'abbandono di quest'ultima per motivi di salute.

## Accoglienza
Distribuito dalla Metro-Goldwyn-Mayer, il film uscì nel 1948 e incassò $3.431.000 in Nord America e $1.155.000 nel resto del mondo.
Il New York Times gli rivolse una tiepida accoglienza sottolineando che gli unici momenti divertenti fossero quelli con i numeri musicali di Carmen Miranda.

## Serie radiofonica
Il film è ispirato ad una popolare serie intitolata A date with Judy andata in onda su NBC Network dal 1941 al 1949 e poi ABC network dal 1949 al 1950.
Il personaggio di Judy in radio venne interpretato dalle attrici e doppiatrici Dellie Ellis (che prese poi il nome d'arte di Joan Lorring), Louise Erickson and Ann Gillis.

## Serie televisiva
Un'omonima serie andata in onda sui canali televisivi di ABC dal 1951 al 1953 con Patricia Crowley nel ruolo di Judy.